# Валерий Брошин
Валерий Брошин (на туркменски: Waleriý Broşin; на руски: Валерий Брошин) е съветски, руски и туркменски футболист и треньор. Част от тима на ЦСКА Москва, спечелил последния шампионат на СССР през 1991 г. Има 3 мача за националния отбор на СССР.
През 2009 г. Брошин умира от рак на 46-годишна възраст.

## Кариера
Юноша е на известната ленинградска школа „Смена“. През 1980 г. е забелязан от треньора Юрий Морозов, който го кани в състава на Зенит Ленинград. Под ръководството на Морозов креативният халф си пробива път в тима на „синьо-белите“, а през 1984 г., вече под ръководството на Павел Садирин става шампион на СССР. Скоро след това обаче поради проблеми с дисциплината Брошин получава наказание да не играе футбол в продължение на 2 години.
През 1986 г. Морозов придърпва Брошин в ЦСКА (Москва), намиращ се тогава в Първа лига. Морозов успява да реорганизира състава и да спечели промоция обратно във Висшата лига на СССР. След като „армейците“ изпадат повторно и начело на тима застава Павел Садирин, Брошин става основен футболист в един млад колектив. Заедно с Игор Корнеев и Владимир Татарчук в центъра на полузащитата, Валерий помага на тима да спечели Първа лига през 1989 г. с убедителна преднина пред конкуренцията. През 1990 г. отборът печели сребърните медали в съветския шампионат, а през 1991 г. завоюва последната титла на Съюза и Купата на страната. През 1991 г. е избран от феновете на ЦСКА за футболист на сезона в клуба.
След разпада на СССР преминава във финландския Куопио ПС, където записва 20 мача и 5 гола. През лятото на 1992 г. следва трансфер в испанския Бадахос. Въпреки потенциала си, Брошин има проблеми с травми и записва едва 16 мача в Сегунда дивисион. След като се проваля в Испания, се завръща за кратко в ЦСКА Москва до края на сезон 1993, като помага на тима да не изпадна от Висшата лига на Русия. Следва трансфер в Израел, където обаче напуска, след като 3 месеца не получа заплати. В началото на 1994 г. подписва договор за 1 сезон с ЦСКА и изиграва 22 мача в шампионата. Поради напредналата футболна възраст обаче контрактът не е подновен.
През 1995 г. се завръща в Зенит, но се задържа в тима около половин сезон. Завръща се във футбола през 1997 г. в състава на Копетдаг (Ашхабат) и получава туркменско гражданство.

## Национален отбор
Той има 3 мача за националния отбор на СССР и участва във финалите на Световното първенство през 1990 г. По-късно той получава туркменско гражданство, за да може да играе в националния отбор на Туркменистан (1997 – 1998).

## Треньорска кариера
Брошин е старши треньор на Ника Москва през сезон 2005/06.

## Отличия

### Отборни
Зенит Ленинград
- Съветска Висша лига: 1984

ЦСКА Москва
- Съветска Висша лига: 1991
- Купа на СССР по футбол: 1991

Копетдаг
- Шампионат на Туркменистан: 1997/98
- Купа на Туркменистан: 1997